# Graymalkin
Graymalkin est un super-héros appartenant à l’univers de Marvel Comics. Il a été créé par Marc Guggenheim (en) et Yanick Paquette (en), et est apparu pour la première fois dans Young X-Men (en) #3 (2008). L’adresse de l’Institut Xavier est une référence à son nom, car le terrain appartenait à sa famille, situé au 1407 Graymalkin Lane à North Salem.

## Biographie fictive
Jonas Graymalkin nait au XIXe siècle. Fils unique de Charles et Marcia Graymalkin, il s'avérera qu'il est un ancêtre du Professeur Xavier et Cassandra Nova. Son père le surprend dans la grange avec son petit ami. Il l'enterre vivant, dégoûté à l'idée d'avoir pu engendrer un fils homosexuel. Ceci déclenche le potentiel mutant de Graymalkin, qui ne s’exprimera que bien des décennies plus tard.
Le Professeur X fait bâtir l’Institut Xavier sur un terrain légué à sa famille après la mort de Charles Graymalkin, le père de Jonas. 200 ans plus tard, quand l’Institut est détruit par les Sentinelles, le jeune garçon, en hibernation dans le noirceur du sol, se réveille et sort enfin à l'air libre. Il est trouvé par Cipher qui devient son ami. Il est aujourd'hui membre des Young X-Men, souffre d’ESPT et entretient une relation ambiguë avec Anole.

## Pouvoirs et capacités
- Les pouvoirs de Graymalkin se sont manifestés juste après qu’il eut été enterré vivant et, à cause du temps qu'il a passé sous terre, ses pouvoirs ne sont efficaces que dans la quasi-obscurité.
- Graymalkin dispose dans l'obscurité d'une force, d'une agilité et d'une invulnérabilité surhumaines. Dans la lumière, il perd très rapidement ces capacités, jusqu'à un niveau humain standard pour un adolescent.
- Il possède une résistance naturelle au froid.
- Sa peau est grise comme la pierre, et ses yeux sont blancs, sans pupille, ni iris visibles.